# سداسي فلوروسيليكات البوتاسيوم
فلوروسيليكات البوتاسيوم (أو فلوروسيليكات البوتاسيوم) هو مركب لاعضوي صيغته K2[SiF6]، ويوجد على شكل صلب أبيض.

## الوفرة والتحضير
يمكن أن يوجد هذا المركب في الطبيعة على شكل معدني الهيراتيت Hiereatite والديمارتينيت Demartinite.
مخبرياً يحضر المركب من تفاعل حمض سداسي فلورو السيليسيك مع هيدروكسيد أو كلوريد البوتاسيوم:
{\displaystyle \mathrm {2\ KCl+H_{2}[SiF_{6}]\longrightarrow K_{2}[SiF_{6}]+2\ HCl} }

## الخواص
يوجد المركب في الشروط القياسية على شكل صلب أبيض ضعيف الانحلال في الماء. للمركب بنية مكعبة، ويبلغ طول الرابطة Si-F مقدار 168.3 بيكومتر. عند ضغوط ودرجات حرارة مرتفعة يمكن أن تتشكل أطوار من النمط بيتا وغاما.

## الاستخدامات
عند إشابة سداسي فلوروسيليكات البوتاسيوم بمركب سداسي فلورومنغنات البوتاسيوم (K2[MnF6]) تتشكل حزمة ضيقة من الفسفرة الحمراء، والتي تصدر ضوءاً عند حوالي 630 نانومتر، ولذلك فهي تستخدم في صناعة الثنائيات الباعثة للضوء (LEDs) البيضاء.